# Ford Maverick (2021)

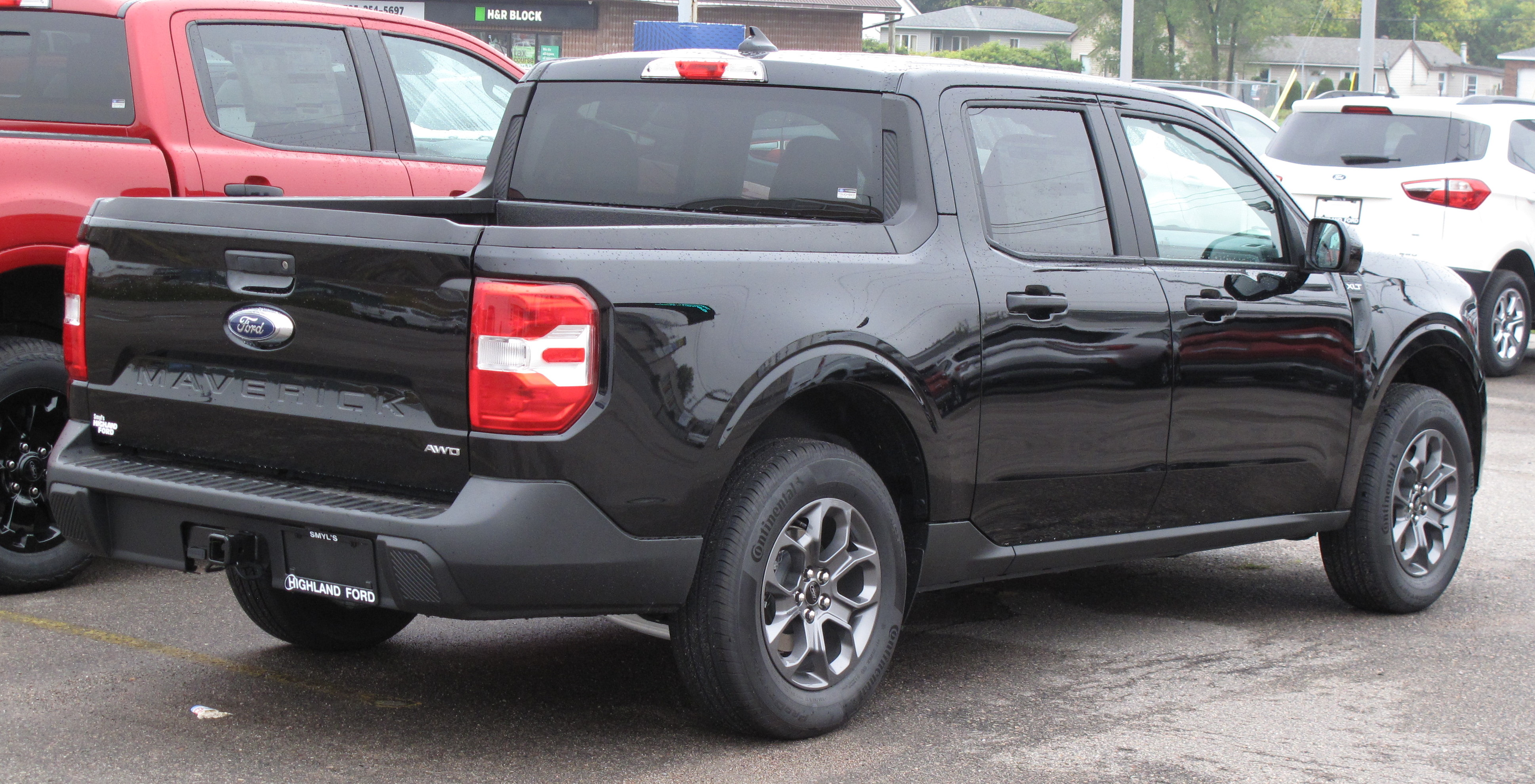
Heckansicht

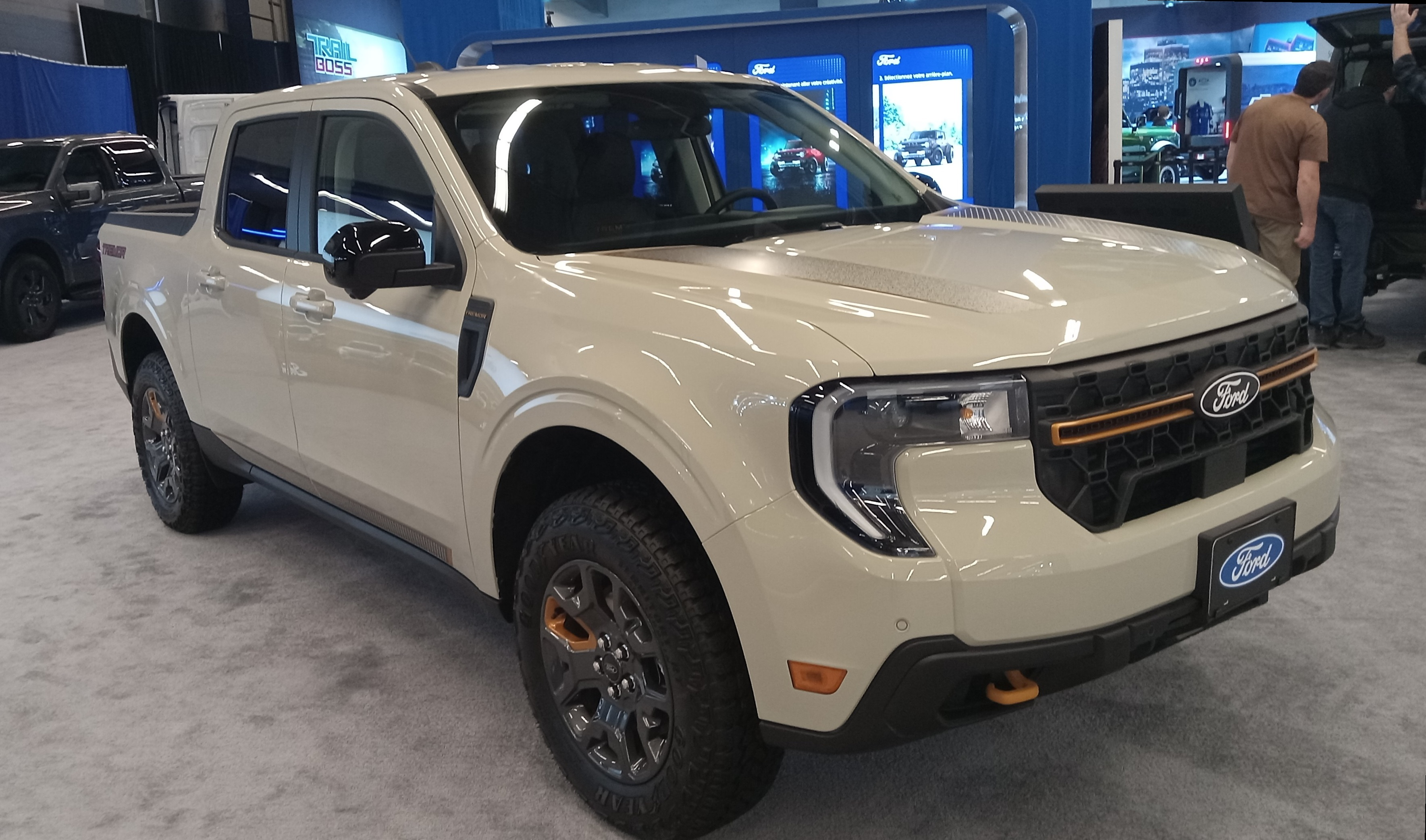
Ford Maverick (seit 2024)

Der Ford Maverick ist ein kompakter Pick-up, der von Ford hergestellt wird. Er wurde am 8. Juni 2021 als der kleinste von Ford vermarktete Pick-up vorgestellt. Der Maverick basiert auf einer Unibody-Plattform mit Frontantrieb, die er mit dem Ford Escape (in Europa Ford Kuga) und dem Ford Bronco Sport teilt, und wird serienmäßig mit einem Hybridantrieb angeboten. Er kam Ende 2021 für das Modelljahr 2022 auf den Markt.

## Geschichte
Im Januar 2019 kündigte Ford erstmals Pläne für einen kompakten Pick-up an, der auf der vom Ford Focus verwendeten C2-Plattform basiert. Im Juli 2020 sickerte ein Foto der Heckklappe aus den Produktionswerken durch und bestätigte gleichzeitig, dass der Pick-Up den Namen Ford Maverick erhalten wird, der in den 1970er Jahren in den USA für einen Kleinwagen verwendet wurde. In Europa gab es bereits von 1993 bis 2007 ein Kompakt-SUV mit diesem Namen.
Der Maverick wird im mexikanischen Hermosillo zusammen mit dem Bronco Sport für den nord- und südamerikanischen Automobilmarkt produziert. Die Produktion wurde am 2. September 2021 aufgenommen. Eine überarbeitete Version der Baureihe präsentierte Ford im Juli 2024 für das Modelljahr 2025.

## Ausstattungslinien
Der Maverick ist in drei Ausstattungsstufen erhältlich: XL, XLT und Lariat, wobei zur Markteinführung auch ein limitiertes First Edition-Modell auf Basis der Lariat-Ausstattung erhältlich ist. Zur Serienausstattung aller Modelle gehören ein Touchscreen-Infotainmentsystem mit kabelgebundener Apple CarPlay- und Android Auto-Smartphone-Integration sowie ein integriertes FordPass 4G LTE-Modem, elektrische Fensterheber und Türschlösser, eine Klimaanlage und ein Multifunktionslenkrad. Zur optionalen Ausstattung (je nach Ausstattungsniveau) gehören ein Bang & Olufsen Premium-Audiosystem mit acht Lautsprechern und Verstärker, ein schlüsselloses Zugangssystem, beheizbare Vordersitze, ein Fernstartsystem, ein Anhängerzug-Paket, ein Tempomat, ein manuelles Schiebefenster hinten, ein elektrisches Schiebedach, SiriusXM-Satellitenradio und die Ford CoPilot360-Suite Fahrerassistenztechnologien.

## Technische Daten
Der 2,5-Liter-Vierzylinder-Ottomotor leistet zusammen mit dem Elektromotor 142 kW (193 PS). Sie wirken gemeinsam auf ein Planetengetriebe, dadurch wird ein stufenloses Getriebe simuliert. Wahlweise ist ein 2,0-Liter-EcoBoost-Vierzylinder-Ottomotor mit Turbolader erhältlich. Der Turbomotor leistet 186 kW (253 PS) und hat maximal 376 Nm Drehmoment. Er ist kombiniert mit einem 8-Gang-Automatikgetriebe. Alle Maverick-Modelle haben einen Drehknopfschalter in der Mittelkonsole. Frontantrieb ist bei allen Modellen Standard, Allradantrieb war zunächst nur für die EcoBoost-Variante optional erhältlich. Mit der Modellpflege zum Modelljahr 2025 bekam auch der Hybridantrieb gegen Aufpreis Allradantrieb.
| Kenngrößen                                  | 2.5 FHEV                             | 2.0 EcoBoost                 |
| Bauzeitraum                                 | seit 10/2021                         | seit 10/2021                 |
| Motorkenndaten                              |                                      |                              |
| Motortyp                                    | R4-Ottomotor + Elektromotor          | R4-Ottomotor                 |
| Hubraum                                     | 2488 cm³                             | 1999 cm³                     |
| max. Leistung                               | 142 kW (193 PS) bei 5600/min         | 186 kW (253 PS) bei 5500/min |
| max. Drehmoment                             | 210 Nm bei 4000/min                  | 376 Nm bei 3000/min          |
| Kraftübertragung                            |                                      |                              |
| Antrieb, serienmäßig                        | Vorderradantrieb                     | Vorderradantrieb             |
| Antrieb, optional                           | Allradantrieb (ab Modellpflege 2024) | Allradantrieb                |
| Getriebe                                    | Stufenloses Getriebe                 | 8-Stufen-Automatikgetriebe   |
| Messwerte                                   |                                      |                              |
| Höchstgeschwindigkeit                       | k. A.                                | 175 km/h (abgeregelt)        |
| Beschleunigung, 0–100 km/h                  | 8,7 s                                | 7,2 s                        |
| Kraftstoffverbrauch auf 100 km (kombiniert) | 6,4 l Super                          | 9,0–9,4 l Super              |
| Tankinhalt                                  | 52 l                                 | 62 l                         |